# اریک (مینی‌سریال)
اریک یک مینی‌سریال تلویزیونی دلهره‌آور روان‌شناختی بریتانیایی محصول سال ۲۰۲۴ است که برای پخش در نتفلیکس در شش قسمت ساخته شده است. بندیکت کامبربچ در این فیلم نقش یک عروسک‌گردان را بازی می‌کند که پسر کوچکش در دهه ۱۹۸۰ در شهر نیویورک ناپدید می‌شود. این سریال در ۳۰ می ۲۰۲۴ منتشر شد.

## خلاصه داستان
در دهه ۱۹۸۰ در شهر نیویورک، وینسنت عروسک‌گردانی است که پسر نه ساله‌اش، ادگار، ناپدید می‌شود. او که درگیر یک ازدواج ناکام است، پس از این اتفاق به دلیل رفتار متزلزل خود و سوءِ مصرف مواد مخدر از سوی خانواده و همکارانش طرد می‌شود. وینسنت در طی سریال به این نتیجه می‌رسد که می‌تواند با کمک عروسکی به نام اریک، پسرش ادگار را پیدا کند.

## بازیگران
- بندیکت کامبربچ در نقش وینسنت اندرسون و صدای اریک
- گبی هافمن در نقش کیسی اندرسون
- روبرتا کالیندرز در نقش رونی
- دن فوگلر در نقش لنی ویلسون
- کلارک پیترس در نقش جورج لاوت
- فیبی نیکولز در نقش آن اندرسون
- دیوید دنمن در نقش کریپ
- ادپرو اودیه در نقش سیسیل روشل
- جان دومن در نقش رابرت اندرسون